# Elementos del bloque p

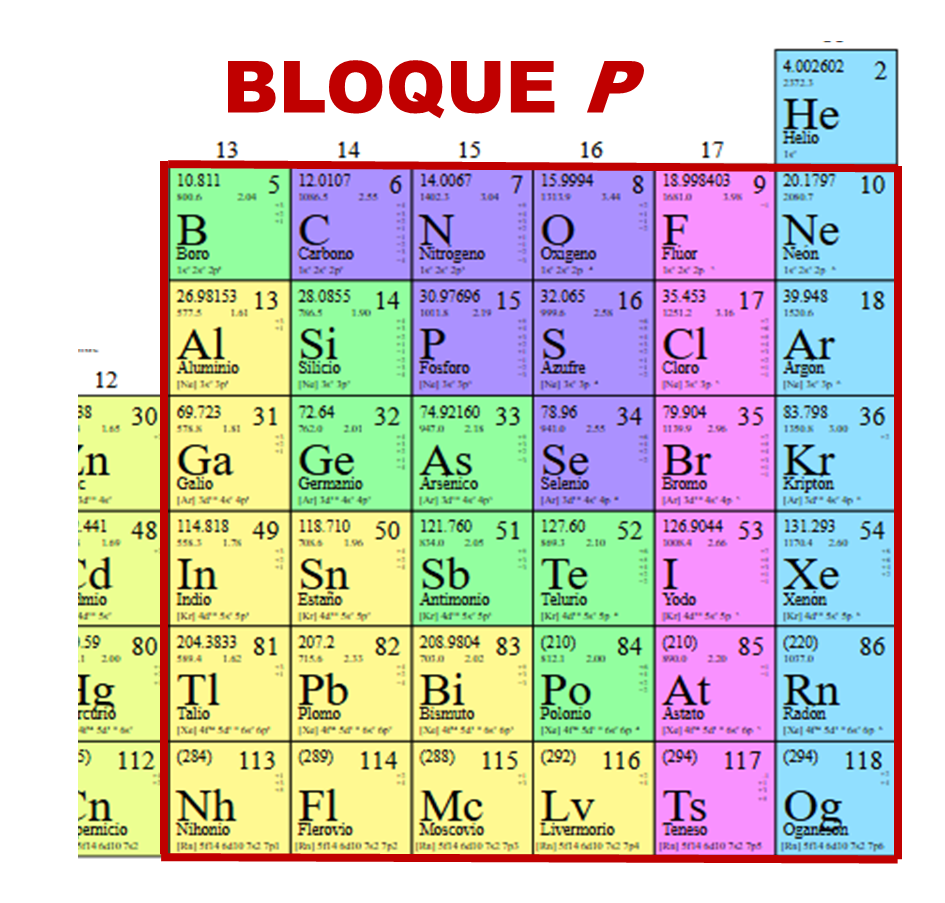
Elementos pertenecientes al bloque "p"

Los elementos del bloque p son aquellos elementos que tienen sus electrones de valencia en el orbital p es decir, los situados en los grupos III-A VIII-A de la tabla periódica de los elementos (o los grupos 13 a 18, según las recomendaciones de la IUPAC) es decir, los grupos encabezados por B, C, N, O, F y He En estos elementos el nivel energético más externo corresponde a orbitales p (véase la configuración electrónica). La configuración electrónica externa de estos elementos es: ns²npx (x=1 a 6, siendo 1 para el grupo III-A, 2 para el grupo IV-A, etc.). Esto hace que el máximo estado de oxidación que presentan los elementos del bloque p sea igual  al número total de electrones de la última capa o nivel electrónico; es decir, a la suma de electrones s y electrones p. Además de este estado de oxidación, los elementos del bloque p pueden presentar otros estados de oxidación, aunque existen algunas excepciones que habitualmente afectan al elemento más ligero de cada grupo  Así, mientras que el flúor solo presenta el estado de oxidación (-I), su compañero de grupo, el cloro, puede presentar los estados (-I), (I), (III), (V) y (VII).

## Características del bloque
En el diagrama se muestra la tabla periódica dividida en bloques. Un bloque de la tabla periódica es un conjunto de elementos unificados por los orbitales atómicos en los que se encuentran sus electrones de valencia o vacantes.  Estos elementos tienen propiedades parecidas dentro de un grupo (columna). El bloque p, donde p representa el número cuántico principal y azimutal 1, se encuentra a la derecha de la tabla periódica estándar y abarca los elementos de los grupos 13 a 18. Su configuración electrónica general es ns2 np1–6. El helio, aunque es el primer elemento del grupo 18, no está incluido en el bloque p ya que su estructura electrónica solo contiene electrones s (estructura electrónica 1s2).
Este bloque es el único que contiene los tres tipos de elementos: metales, no metales y metaloides (semimetales). Los elementos del bloque p se pueden describir, grupo por grupo.  Los grupos se denominan normalmente refiriéndose al elemento cabecera, aunque también reciben nombres particulares, algunos de uso frecuente:
- Grupo 13 (III A): Grupo del boro o térreos
- Grupo 14 (IV A): Grupo del carbono o carbonoideos
- Grupo 15 (V A): Grupo del nitrógeno  o nitrogenoideos
- Grupo 16 (VI A):  Calcógenos o anfígenos
- Grupo 17 (VII A): Halógenos
- Grupo 18 (VIII A): Gases nobles (excluyendo el helio).

Los elementos del bloque p se unifican por el hecho de que sus electrones de valencia (los más externos) se encuentran en el orbital p. El orbital p puede albergar un máximo de seis electrones; por lo tanto, hay seis columnas en el bloque p. Los elementos de la columna 13, la primera columna del bloque p, tienen un electrón en el orbital p. Los elementos de la columna 14, la segunda columna del bloque p, tienen dos electrones en el orbital p. La tendencia continúa de esta manera hasta la columna 18, que tiene seis electrones en el orbital p.  A continuación se listan los treinta y seis elementos  pertenecientes a este bloque, junto con su número atómico y su símbolo:
| Grupo 13         | Grupo 14          | Grupo 15          | Grupo 16            | Grupo 17        | Grupo 18          |
| ---------------- | ----------------- | ----------------- | ------------------- | --------------- | ----------------- |
| 5. Boro; B       | 6. Carbono; C     | 7. Nitrógeno; N   | 8. Oxígeno; O       | 9. Flúor; F     | 10. Neón; Ne      |
| 13. Aluminio; Al | 14. Silicio; Si   | 15. Fósforo; P    | 16. Azufre; S       | 17. Cloro; Cl   | 18. Argón; Ar     |
| 31. Galio; Ga    | 32. Germanio; Ge  | 33. Arsénico; As  | 34. Selenio; Se     | 35. Bromo; Br   | 36. Kriptón; Kr   |
| 49. Indio; In    | 50. Estaño; Sn    | 51. Antimonio; Sb | 52. Teluro; Te      | 53. Yodo; I     | 54. Xenón; Xe     |
| 81. Talio; Tl    | 82. Plomo; Pb     | 83. Bismuto; Bi   | 84. Polonio; Po     | 85. Astato; At  | 86. Radón; Rn     |
| 113. Nihonio; Nh | 114. Flerovio; Fl | 115. Moscovio; Mc | 116. Livermorio; Lv | 117. Teneso; Ts | 118. Ogamesón: Og |

## Propiedades generales
Los elementos del bloque p presentan características y propiedades químicas muy variadas. En este bloque existen elementos extremadamente reactivos, como el flúor que debido a su alta electronegatividad, solo es posible encontrarlo en el estado de oxidación (-I) a elementos muy poco o prácticamente nada reactivos, como es el caso de los elementos del grupo 18 (Gases nobles), consecuencia de que sus capas electrónicas externas están completas, lo que dificulta ceder o recibir electrones, por lo que solo forman compuestos en condiciones muy extremas en las que entran en juego grandes energías de ionización.
El máximo estado de oxidación que pueden presentar los elementos del bloque p es igual al número total de electrones disponibles en la capa de valencia, lo que implica que los elementos del grupo III A presentaran un estado de oxidación de como máximo (III); los del grupo del carbono (Grupo IV A) lo harán con el máximo estado de oxidación de (IV) y así sucesivamente. Además de este estado de oxidación, los elementos de este bloque pueden presentar otros estados de oxidación por pérdida de pares de electrones, lo que hacen que difieran en valores múltiplos de dos, aunque puede haber excepciones, sobre todo en los enlaces elemento-elemento, como es el caso del estado de oxidación del oxígeno en los peróxidos (-O–O-), en que el oxígeno muestra estado de oxidación (-I) en lugar de (-II). Dentro de cada grupo, la reactividad de los elementos generalmente disminuye hacia abajo; es decir, al aumentar el periodo. En los grupos del boro, carbono y nitrógeno, el estado de oxidación más estable corresponde con el estado de oxidación máximo en los elementos más ligeros mientras que el estado de oxidación dos unidades menor lo es para los elementos más pesados del grupo. En los grupos del oxígeno y del flúor, la situación ya no es tan simple, pues en estos grupos se dan un mayor número de estados de oxidación posibles. El oxígeno y el flúor, debido a su elevada electronegatividad, presentan la máxima estabilidad en los estados de oxidación negativos ((-I) para fluor y (-II) para el oxígeno). El azufre presenta la máxima estabilidad en el estado de oxidación (IV), aunque también forma otros compuestos relativamente estables cuando se encuentra en en otros estados de oxidación, principalmente en el estado (VI) (sulfatos) o en el estado (-II) (sulfuros). El resto de los elementos de este grupo presentan estados de oxidación relativamente estables tanto para (II) como para (IV). Respecto al grupo de los halógenos, tanto el cloro como el yodo pueden formar compuestos en estado de oxidación (VII) en los oxianiones, pero no existe ningún compuesto estable de bromo (VII).   Los compuestos más estables  y mejor caracterizados de los  gases nobles son  los fluoruros, los oxifluoruros y los óxidos  del xenón.